# Ashley Benson
Ashley Victoria Benson (Long Beach, 18 december 1989) is een Amerikaanse actrice.

## Carrière
Benson speelde voor het eerst een personage voor de camera in 2002, toen ze een gastrol had in de televisieserie Nikki. Na een gastrol in The West Wing en een bijrol in de film 13 Going on 30 (2004), kreeg Benson in 2004 de rol van Abigail Deveraux in de soapserie Days of Our Lives.
Hierna speelde ze enkele gastrollen in bekende televisieseries, waaronder Zoey 101, 7th Heaven en The O.C.. In 2007 kreeg ze haar eerste hoofdrol in een film, die van cheerleader Carson in de tienerfilm Bring It On: In It to Win It.
Sinds 2008 is ze te zien zijn in de tienerkomedie Bart Got a Room en tegenover Tatum O'Neal en Jenna Dewan in de televisiefilm Fab Five: The Texas Cheerleader Scandal.Van  2010 tot 2017 was ze te zien als Hanna Marin in de tv-serie Pretty Little Liars.

## Filmografie
- Biblioteca Nacional de España: XX4433784
- Bibliothèque nationale de France: cb16635414n (data)
- Gemeinsame Normdatei: 1100400397
- International Standard Name Identifier: 0000 0001 1778 3863
- Library of Congress Control Number: no2009182807
- Nederlandse Thesaurus van Auteursnamen: 400482452
- Système universitaire de documentation: 252978560
- Virtual International Authority File: 103039955
- WorldCat: E39PBJq6TQ4YrdkCRBJdKQYByd